# Samsung Galaxy S5 Mini
O Samsung Galaxy S5 Mini é um smartphone Android desenvolvido pela Samsung Electronics. Foi anunciado em maio de 2014 e lançado em 1 de julho de 2014. O S5 Mini é um modelo intermediário de seu principal smartphone Galaxy S5 e sucessor do Galaxy S4 Mini. Ele compete com o HTC One Mini 2 e o Sony Xperia Z1 Compact. Ele possui design e recursos de software semelhantes aos de seu equivalente topo de linha, o Galaxy S5.

## Especificações
O S5 Mini usa uma variante quase idêntica do design de hardware de couro sintético perfurado em policarbonato do S5. Internamente, ele possui um Exynos 3 Quad 3470 quad-core de 1,4 GHz (para SM-G800F, SM-G800M e SM-G800Y) ou um Qualcomm Snapdragon 400 MSM8228 de mesma freqüência (para SM-G800A, SM-G800H[6] e SM-G800R4) com 1,5 GB de RAM (dos quais aproximadamente 277 MB são reservados para o sistema), 16 GB de armazenamento expansível e tela HD Super AMOLED de 4,5 polegadas (1280x720 pixels) com densidade de pixels de 326 PPI. O S5 Mini também inclui uma câmera frontal de 2,1 megapixels e uma câmera traseira de 8 megapixels com gravação de vídeo 1080p a 30 quadros por segundo.
O dispositivo é considerado resistente à água, apesar da porta de carregamento USB exposta, enquanto a porta de carregamento USB do Galaxy S5 precisa ser coberta por uma aba para garantir proteção contra água.
Abaixo da tela há três botões. O botão físico “Home” no centro contém um leitor de impressão digital baseado em furto. Os botões "Aplicativos recentes" (ou Tarefas recentes) e "Voltar" são capacitivos. Assim como o Galaxy S5, o Galaxy S5 mini não possui mais a tecla “Menu” como seus antecessores. Ela foi substituída pela chave Tarefas recentes.
O Galaxy S5 Mini vem com Android 4.4.2 KitKat e software TouchWiz da Samsung que inclui quase todos os recursos do S5.
O S5 Mini contém uma bateria de 2100 mAh com NFC. Seu software, como o S5, também contém um modo “Ultra Power Saving” para prolongar ainda mais a vida útil da bateria; quando ativado, todos os processos não essenciais são desativados e a tela muda para renderização apenas em branco sobre preto. Recursos adicionais de eficiência de energia incluem rastreamento de envelope da R2 Semiconductor para melhorar a eficiência do amplificador de potência, diminuindo assim o calor e aumentando a vida útil da bateria.